# Remember Sports
Remember Sports — американський інді-рок гурт із Філадельфії, штат Пенсільванія,  заснований у 2012 році. 
Гурт був створений в місті Гамбір, штат Огайо, і спочатку називався Sports.
Вони випустили чотири альбоми на лейблі Father/Daughter Records.

## Історія
У 2012 році був створений гурт Sports, у той час всі його учасники навчалися в коледжі Kenyon College у місті Гамбір, штат Огайо.
У 2014 році вони випустили свій перший альбом Sunchokes на Bandcamp.
У 2015 році гурт Sports підписав контракт з лейблом Father/Daughter Records, де вони випустили свій другий альбом All of Something. Продюсером альбому став Кайл Гілбрайд (Kyle Gilbride), який також продюсував гурти Waxahatchee, Upset, Field Mouse. Альбом All of Something був записаний, коли більша частина учасників гурту ще навчалася в коледжі. Альбом отримав чотири зірки з п'яти від журналу Rolling Stone. Альбом посів десяте місце у списку PopMatters «Найкращий інді-поп 2015 року».
У серпні 2016 року гурт Sports випустив демо-запис своєї пісні «Makin It Right», яка була представлена на збірці Clearmountain Compilation Vol. 1.
У листопаді 2017 року гурт оголосив про зміну назви зі Sports на Remember Sports, щоб уникнути плутанини з іншими гуртами, включаючи гурт Sports з Оклахоми.
У 2018 році гурт Remember Sports випустив третій альбом під назвою Slow Buzz.
У 2020 році гурт написав кавер на пісню «Just the Girl» гурту Click Five для збірки тризни  «Saving for a Custom Van» на честь музиканта Адама Шлезінгера (Adam Schlesinger), який помер першого квітня 2020 року.
У 2021 році гурт анонсував свій четвертий альбом Like a Stone, який вийшов 23 квітня 2021 року.

## Учасники гурту
- Кармен Перрі (Carmen Perry) — вокал, гітара, автор пісень[3]
- Кетрін Дваєр (Catherine Dwyer) — вокал, бас[3]
- Джек Вошберн (Jack Washburn) — вокал, гітара[3]
- Коннор Перрі (Connor Perry) — барабани[16]

## Дискографія
Студійні альбоми
- Sports (2013, self-released)
- Sunchokes (2014, self-released)
- All of Something (2015, Father/Daughter)
- Slow Buzz (2018, Father/Daughter)
- Like a Stone (2021, Father/Daughter)[17]

Концертні альбоми
- Remember Sports on Audiotree Live (2018, Audiotree Music)
- live @ port (2015, self-released)